# Konditionssicherheit
Unter Konditionssicherheit versteht man die körperliche und geistige Fähigkeit von Autofahrern oder -fahrerinnen, das Fahrzeug sicher für die Dauer der Fahrt zu führen. Diese Fähigkeit wird durch soziale und physikalische Umgebungsfaktoren beeinflusst. Die richtige und ergonomische Gestaltung eines Fahrzeugs kann dazu beitragen, dass diese Umgebungsfaktoren positiv auf die Konditionssicherheit wirken, und der oder die Fahrerin wach und motiviert bleibt.

## Umweltfaktoren
Zu den physikalischen Umweltfaktoren auf die Konditionssicherheit zählen:
- Beleuchtung
- Schall und mechanische Schwingungen
- Klima
- Geruch

Die Steigerung der Konditionssicherheit gehört zur Fahrzeugsicherheit, sie kann aber auch auf andere technische Systeme angewendet werden. Zur Konditionssicherheit können relativ einfache Systeme beitragen wie bequeme Sitze, ausreichende Lüftung oder das Vorhandensein einer Heizung – bis in die 1950er Jahre hinein keine Selbstverständlichkeit. Diese einfachen Systeme können optimiert werden durch „Massagefunktionen“ in ergonomisch geformten Sitzen, eine zugfreie Lüftung und eine Klimaautomatik mit getrennt regelbaren Klimazonen. Seit 2005 finden in Straßenfahrzeugen aber auch vermehrt hochkomplexe Systeme wie z. B. ein Hochgeschwindigkeits-Abstandsregelassistent oder ein Aufmerksamkeitsassistent Anwendung.

## Untersuchung der Konditionssicherheit
Untersuchungsschwerpunkte zur Konditionssicherheit betreffen u. a. Belastungs-Beanspruchungs-Analysen unter Einbeziehung biopsychologischer Aufwandsdiagnostik sowie Untersuchungen der Handlungsregulationen auf mehreren Ebenen mit aufgabenanalytischen und psychophysiologischen Indikatoren. Es können weiterhin interindividuell und intraindividuell wirkende Stressoren sowie Aktivierungs-, Erholungs- bzw. Desaktivierungs- und Rückstellprozesse untersucht werden, um z. B. künftig noch bessere Modelle des Fahrer- und Mitfahrerverhaltens liefern zu können oder um Effekte neuer Assistenzsysteme einschätzen zu können. Dazu werden Prüfverfahren und Messgrößenermitteln entwickelt oder adaptiert, die es gestatten, die Fahrerbeanspruchung zu bewerten, um wiederum entsprechende Schlussfolgerungen für die Fahrzeuggestaltung und Formen der Informationsdarbietung ableiten zu können.